# Niedernhall
Niedernhall ist eine Stadt im Hohenlohekreis im fränkisch geprägten Nordosten Baden-Württembergs. Sie gehört zur Region Heilbronn-Franken (bis 20. Mai 2003 Region Franken).

## Geografie

### Geografische Lage
Niedernhall liegt am Ufer des mittleren Kochers in 200 bis 400 Meter Höhe. Der Kocher hat sich tief in die Hohenloher Ebene eingeschnitten.
Die Altstadt Niedernhalls liegt an der Mündung des von Südosten kommenden Forellenbachs in den Kocher, in einer ungefähr 300 m weiten Auenweitung des Flusstals. Der Altstadtgrundriss ist ein nur wenig verzogenes Quadrat von etwas über 200 m Seitenlänge, von dem eine Seite fast ans Ufer des hier kurzzeitig nach Süden ziehenden Flusses grenzt.
Im Tal gibt es jüngere Stadtbereiche, meist in Gestalt von Siedlungszeilen, die sich ins untere Forellenbachtal und längs des abwärtigen linken Kocherhangfußes ausstrecken bzw. den Fuß des rechten Talhanges säumen oder ihn halb ersteigen.
Etwa einen Kilometer nördlich der Altstadt liegt auf breiter rechter Talebene ein größeres Industriegebiet an der Stadtgrenze zu Ingelfingen. Einen weiteren halben Kilometer nördlich davon liegt über dem Kochertal mit Aussicht über die Talebene der Sattelhof, nördliche Spitze des Stadtgebietes, das rechts des Tales nirgendwo wesentlich über die obere Hangkante hinausreicht.
Der überwiegende Teil der Stadtfläche liegt auf der Hochebene links über dem Kochertal zwischen den beiden südöstlichen Kocherzuflüssen Forellenbach und, weiter abwärts, Kupfer. Hier liegt, gleich oberhalb einer Straßensteige, die den Kamm zwischen Forellenbach- und unterem Kochertal erklettert, das größte und jüngste Neubaugebiet. Weiter südwestlich bzw. südlich von diesem liegen auf der Hochebene nur mehr die recht kleinen Siedlungsplätze Giebelhöfe und Hermersberg bzw. Waldzimmern. Der Süd- und Westrand des Stadtgebietes ist meist über einen Kilometer breit bewaldet.

### Stadtgliederung
Niedernhall besteht aus Niedernhall selbst, den Weilern Giebelhöfe und Hermersberg sowie den Wohnplätzen Sattelhof und Waldzimmern.

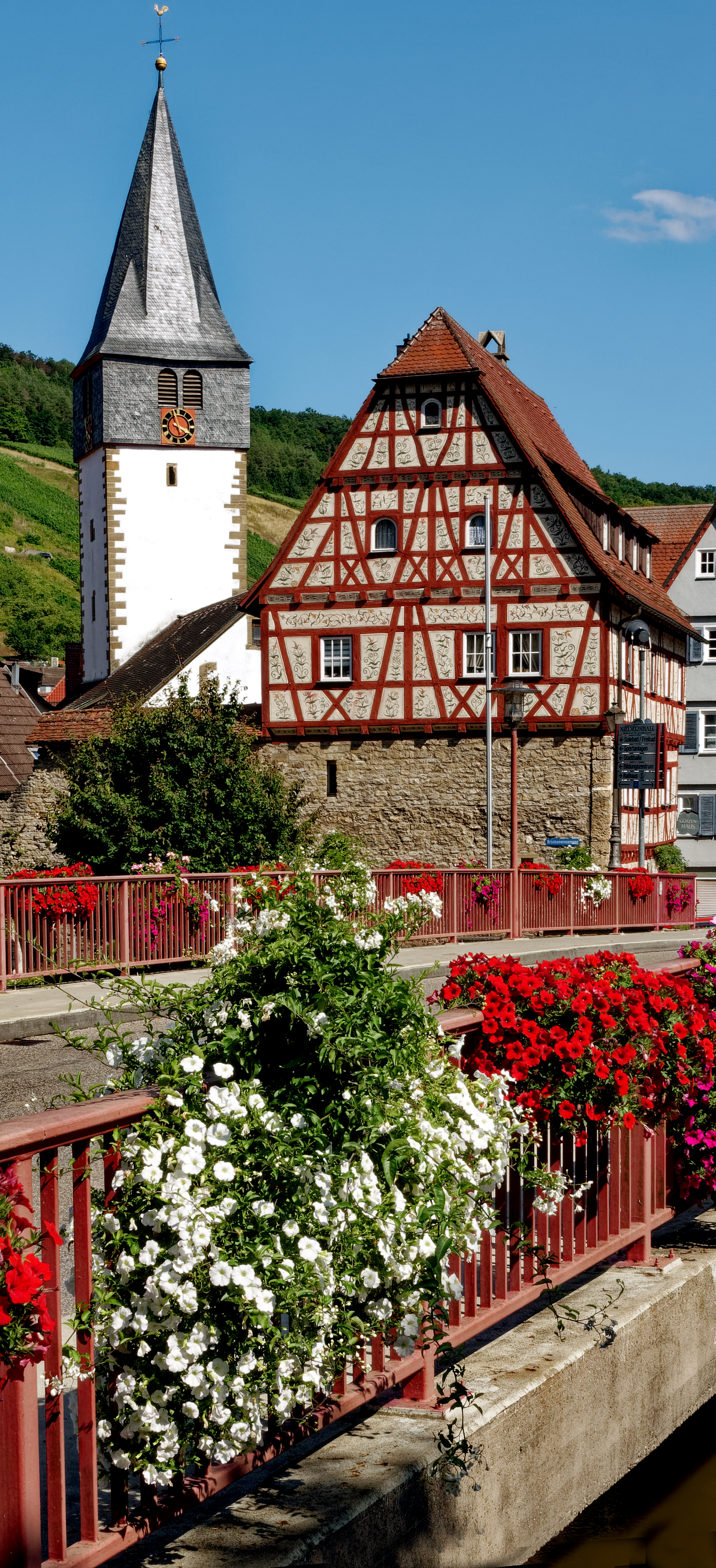
Blick auf das Götzenhaus in Niedernhall

#### Wüstungen
Auf der Gemarkung der Stadt Niedernhall liegen einige abgegangene Siedlungsplätze, von denen heute zumeist nur noch die Namen in Gewannbezeichnungen oder Straßennamen zu finden sind. Angaben in der Regel nach der Beschreibung des Oberamts Künzelsau über Niedernhall und nach heutigen Karten. Lagekoordinaten sind ungefähr zu verstehen.
- Bechberg, rechts über dem letzten der unteren Kupfer westlich zulaufenden Tälchen im Wald nahe den Gemarkungsgrenzen zu Forchtenberg und Weißbach in der Nähe von dessen Siedlungsplatz Guthof gelegen, der Berg eines Becco. Der rechte Hang des Tälchens heißt insgesamt heute (2013) Bächberg, auf dem sogenannten Kammerberg südöstlich und südlich gegenüber sind noch heute (1883) die Spuren des dazu gehörigen Ackerfelds und ehemaliger Gärten und Weinberge. (Lage des Bächbergs)
- Braunsberg, alt Brungesberg, der Berg eines Bruning, lag im gleichnamigen heutigen Weinbergsgewann auf dem rechten Südhang des wenig östlich von Niedernhall in die Kochertalaue mündenden Forellenbachtals. (Lage des Braunsbergs)
- Frauenzimmern, etwas über einen halben Kilometer nördlich von Waldzimmern im Wald zwischen dem Zimmerschlag und dem Zinkenberg, eigentlich Zimmern bei der Liebfrauenkapelle. Ehemaliger Weiler mit dieser Wallfahrtskapelle. (Lage von Frauenzimmern)
- Hefenhaus, eine erst im 19. Jahrhundert entstandene Niederlassung, ist ein einzelnstehendes Haus auf der Hochebene, südlich von Niedernhall, benannt nach einer damals dort betriebenen Töpferei (im lokalen Dialekt: Häfnerei).
- Ruwenthal (vielleicht von Ruhe, Reue = Klage) nach einer Verkaufsurkunde von 1286 in valle supra inferius Halle, also oberhalb Niedernhalls nahe der Criesbacher Markungsgrenze gelegen, war ein Weiler mit einer Kapelle zu den Heiligen Drei Königen und einer Mühle, lag aber schon Ende des 15. Jahrhunderts wüst. Es scheint, dass die Kapelle mit den Gütern Zum Ruwenthal hieß, der Weiler unterhalb derselben aber Thalheim, siehe dazu unten.(Lage von Ruwenthal)
- Schellenberg (vielleicht von Schelch, dem Bockhirsch, oder von schel, Hengst), Mündungssporn des westlich in die Kupfer mündenden Zimmerbachs jenseits von Hermersberg auf Altneufels zu im dichten Wald gelegen, muss vor 1579 abgegangen sein. (Gipfel des Schellenbergs)
- Thalheim, ein Hof beim Roßwasen gegen Criesbach zu gelegen.

### Flächenaufteilung
Nach Daten des Statistischen Landesamtes, Stand 2014.

## Geschichte

### Mittelalter
Niedernhall verdankt seinen Namen einer Salzquelle. 1037 wurde der Ort als hala inferiori im Öhringer Stiftungsbrief erstmals urkundlich erwähnt. Darin vermachte Bischof Gebhard III. von Regensburg u. a. Güter in Niedernhall an das Stift Öhringen. Während der Zeit der Stammesherzogtümer lag der Ort im Herzogtum Franken. Im späten 11. Jahrhundert waren die Herren von Stein in Niedernhall begütert. Nach ihrem Aussterben kam ihr Besitz teilweise an das Kloster Comburg, an die Herren von Belsenberg, von Nagelsberg und von Neuenstein sowie die Herren von Dürn. Die Dürner Güter und Rechte in Niedernhall kamen im späten 13. Jahrhundert an das Kloster Schöntal, das außerdem auch von Herren von Neudenau, Flügelau und Bachenstein, weitere Güter und Rechte im Ort erwarb. Gleichzeitig mit dem wachsenden Besitz des Klosters Schöntal verstärkte sich auch der Einfluss des Hauses Hohenlohe am Ort, da die Herren von Hohenlohe Vögte des Öhringer Stifts waren und sie damit auch Verwaltungsanspruch in Niedernhall hatten. Die hohenloheschen Ämter Forchtenberg und Ingelfingen schlossen die Niedernhaller Markung mit ein. 1317 ist auch erstmals Besitz der Hohenloher in Niedernhall belegt. 1323 war Hohenlohe im Alleinbesitz von zuvor durch eine Erbengemeinschaft verschiedener Adelsfamilien verwalteten Niedernhaller Gütern. Aufgrund des wachsenden Besitzes der Hohenloher veräußerte das Kloster Schöntal 1326 den größten Teil seines Besitzes am Ort an den Erzbischof von Mainz, Matthias von Buchegg.

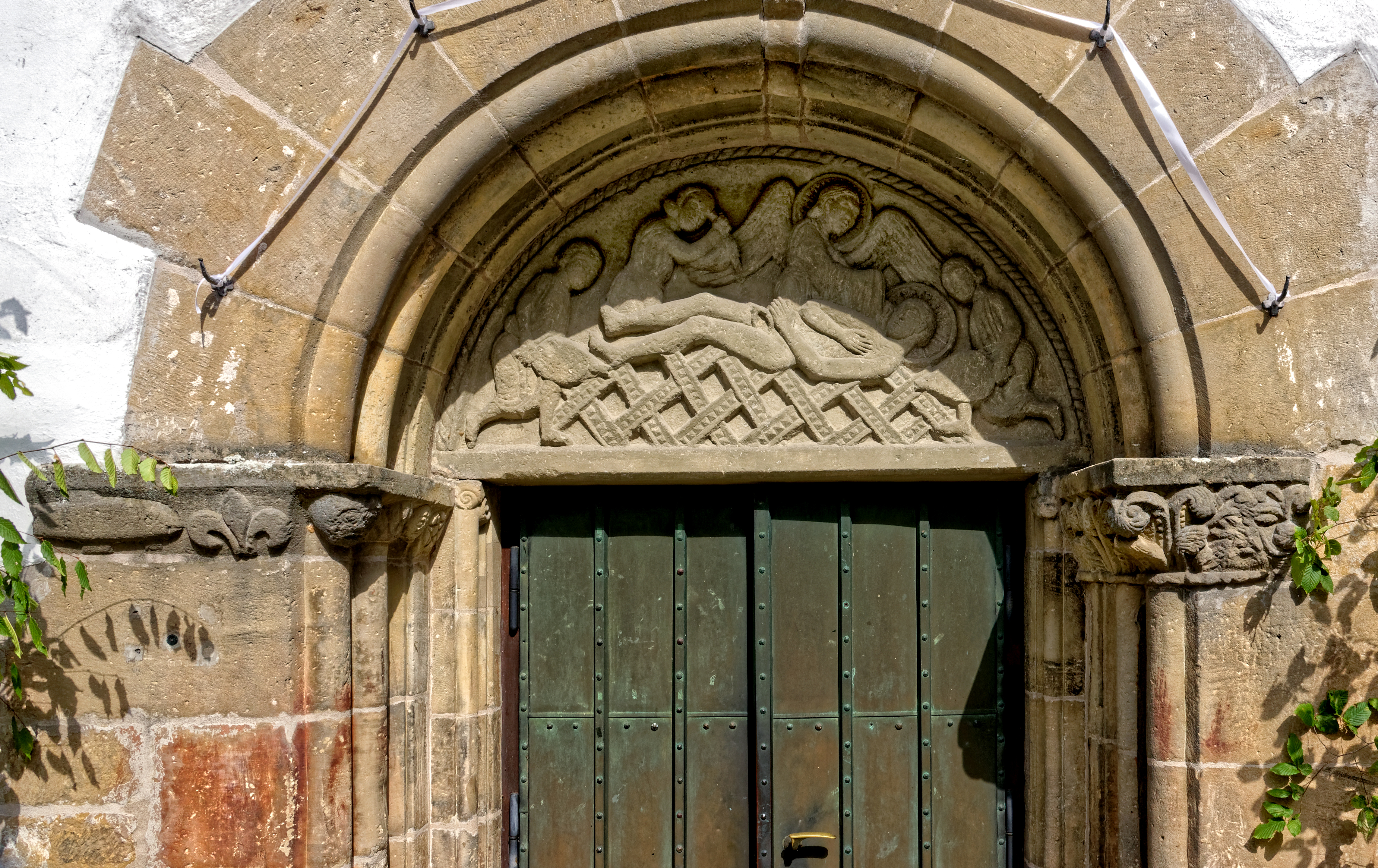
Laurentiuskirche Hauptportal mit diamantiertem Blattwerk und Blattmaske

Kaiser Karl IV. machte Niedernhall 1356 zur Stadt mit Frankfurter Recht. Die Rechte und Pflichten am Ort wurden in etwa zu zwei Dritteln an das Erzbistum Mainz und zu einem Drittel an Hohenlohe vergeben. Die heute noch bestehende Stadtmauer wurde 1362/63 von Hohenlohe und Kurmainz gemeinsam unter Einhaltung des Proporzes errichtet. Aufgrund der zwei Herrschaften gab es auch zwei Schultheißen, was insbesondere nach der Glaubensspaltung zur Zeit der Reformation zu häufigen Unstimmigkeiten führte und jeden wirtschaftlichen Aufschwung verhinderte.

### Neuzeit
1799 erwarb die Linie Hohenlohe-Ingelfingen den mainzischen Anteil der Stadt, wodurch es jedoch noch zu keiner einheitlichen Verwaltung kam, da der alte hohenlohesche Besitz bei der Linie Hohenlohe-Öhringen lag.
Im Zuge des Reichsdeputationshauptschlusses kam Niedernhall wie die meisten hohenlohischen Gebiete zum Königreich Württemberg. Der Ort wurde selbstständige Gemeinde und zunächst dem Oberamt Neuenstein unterstellt, 1810 dem Oberamt Schöntal und 1811 dem Oberamt Künzelsau. Die Stadt hatte im Jahr 1812 1562 Einwohner. 1945 wurde Niedernhall Teil der Amerikanischen Besatzungszone und gehörte somit zum neu gegründeten Land Württemberg-Baden, das 1952 im jetzigen Bundesland Baden-Württemberg aufging. 1973 erfolgte die Kreisreform in Baden-Württemberg, bei der die Stadt vom Landkreis Künzelsau zum Hohenlohekreis kam.

### Salzgewinnung
Die Niedernhaller Saline entwickelte sich seit 1483, litt aber schon 1579 unter Brennholzmangel und stand 1588 still. Mit der Einführung einer neuen Verdunstungstechnik (Gradierhäuser) ab 1592 erholte sie sich wieder. Allerdings schildert eine Quelle aus dem Jahr 1607 den Wald auf dem Hermersberg noch in schlimmer Verfassung infolge des Raubbaus im Zusammenspiel mit überalterten Niederwaldbeständen: „(Wenn man) solcher Gestalt vortfahren und khein ander Ordnung und Behegung der Höltzer auf der Waldflur anrichten wird, dieselbe in wenigen Jahren ganz und gar verderbt und zu lauter Plöße und Liechtung werden muß.“
Die Saline blieb bis zum Beginn des 19. Jahrhunderts in Betrieb. Weil der Salzgehalt der geförderten Sole gefallen war und das württembergische Steinsalz die Preise drückte, wurde sie dann geschlossen. Leiter der Saline war u. a. Carl Christian Friedrich Glenck.

## Politik

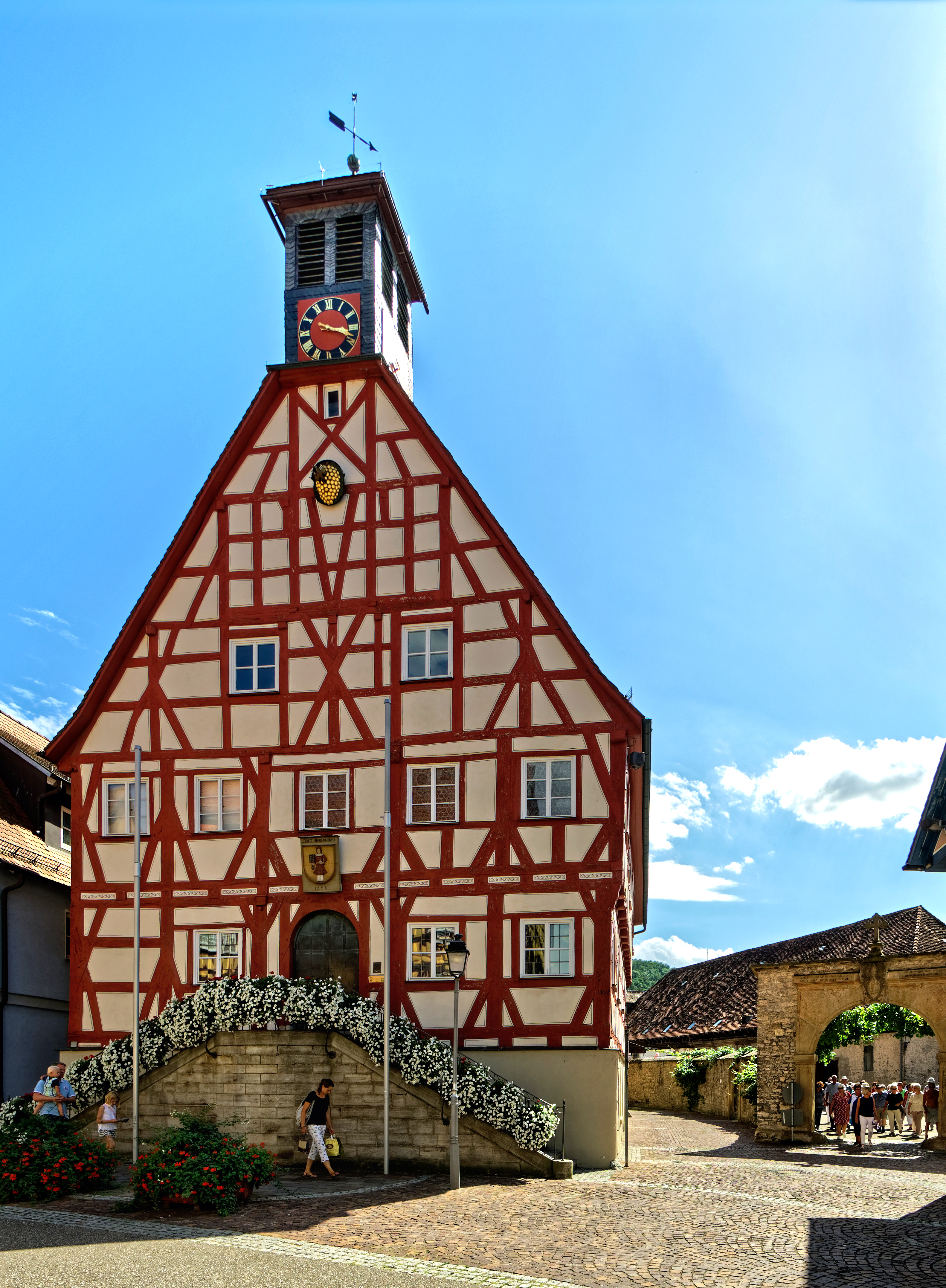
Rathaus.

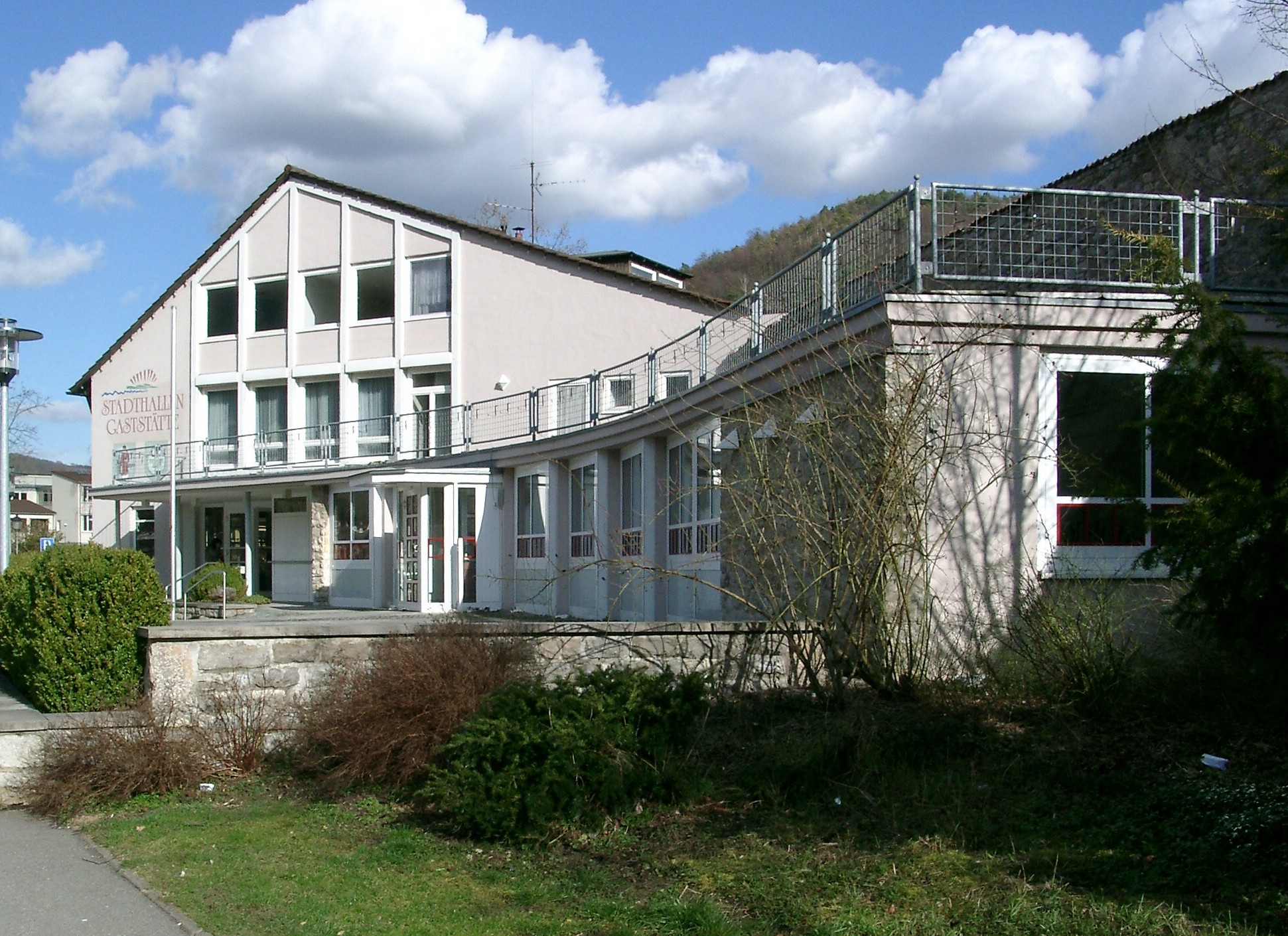
Stadthalle (2007)

### Bürgermeister
Bei der Bürgermeisterwahl am 5. Mai 2014 wurde Achim Beck (parteilos) mit 79,6 Prozent der abgegebenen gültigen Stimmen, bei einer Wahlbeteiligung von 65,5 Prozent, gegen seine Mitbewerber Marion Hannig-Dümmler, Karl-Heinz Ehrmann und Uwe Burkhardt-Götzelmann für seine erste Wahlperiode gewählt.

#### Liste der Schultheißen/Bürgermeister
Da Niedernhall über Jahrhunderte mehrere Landesherren hatte, Kurmainz und Hohenlohe, gab es zumeist auch mehrere Schultheißen.

##### Mainzer Schultheißen
|                     | Amtszeit von | bis  | Bemerkung                          |
| ------------------- | ------------ | ---- | ---------------------------------- |
| Christoph Bezold    | 1559         | 1576 |                                    |
| Paulus Holtzschuher | 1576         | 1601 |                                    |
| Elias Knapp         | 1601         | 1609 |                                    |
| Veit Gerich         | 1609         | 1618 |                                    |
| Elias Bayer         | 1618         | 1632 | abgesetzt, da Hohenlohe Alleinherr |

##### Württembergische Ortsvorsteher nach 1809
|                                    | Amtszeit von | bis  | Bemerkung                                                                                 |
| ---------------------------------- | ------------ | ---- | ----------------------------------------------------------------------------------------- |
| Leonhard Friedrich Stolzenberg     | 1809         | 1830 |                                                                                           |
| Braun                              | 1831         | 1853 |                                                                                           |
| Friedrich Schmidt                  | 1853         | 1889 |                                                                                           |
| Foß                                | 1889         | 1905 |                                                                                           |
| Richard Hohrein, Schramberg        | 1906         | 1922 | erst in zweiter Wahl bestätigt, da bei erster Wahl zu viel „Freiwein“ geflossen sein soll |
| Ernst Lutz, Waldbach bei Weinsberg | 1922         | 1928 |                                                                                           |
| Hans Schon, Oberndorf/Neckar       | 1929         | 1945 | seit 1939 zum Kriegsdienst einberufen und vertreten durch Schmezer                        |

##### Bürgermeister nach 1945
|                    | Amtszeit von | bis  | Bemerkung                 |
| ------------------ | ------------ | ---- | ------------------------- |
| Fritz Brändlein    | 1945         | 1946 | von der Besatzung ernannt |
| Friedrich Fahrbach | 1946         | 1948 | vom Gemeinderat gewählt   |
| Walter Kaiser      | 1948         | 1951 |                           |
| Wilhelm Balbach    | 1951         | 1993 |                           |
| Emil G. Kalmbach   | 1993         | 2014 |                           |
| Achim Beck         | 2014         | dato |                           |

Achim Beck, zuvor Kämmerer in Krautheim, wurde im Mai 2014 mit 79,6 % der Stimmen gewählt, er trat das Amt am 1. August 2014 an. Am 8. Mai 2022 wurde er mit 96,6 Prozent der Stimmen für eine zweite Amtszeit wiedergewählt.

### Gemeinderat
Der Gemeinderat in Niedernhall hat 14 Mitglieder, er besteht aus den gewählten ehrenamtlichen Gemeinderäten und dem Bürgermeister als Vorsitzendem. Der Bürgermeister ist im Gemeinderat stimmberechtigt.
Die Kommunalwahl am 9. Juni 2024 führte zu folgendem Endergebnis. Die Wahlbeteiligung betrug 61,75 % (2019: 61,0 %).
| Liste                               | Stimmenanteil | Sitze | Ergebnis 2019 |
| ----------------------------------- | ------------- | ----- | ------------- |
| Bürgerliche Wählervereinigung (BWV) | 43,14 %       | 6     | 6 Sitze       |
| Freie Wählervereinigung (FWV)       | 29,05 %       | 4     | 4 Sitze       |
| SPD                                 | 27,81 %       | 4     | 4 Sitze       |
| Einzelbewerber                      | –             | –     | 0 Sitze       |

### Wappen und Flagge

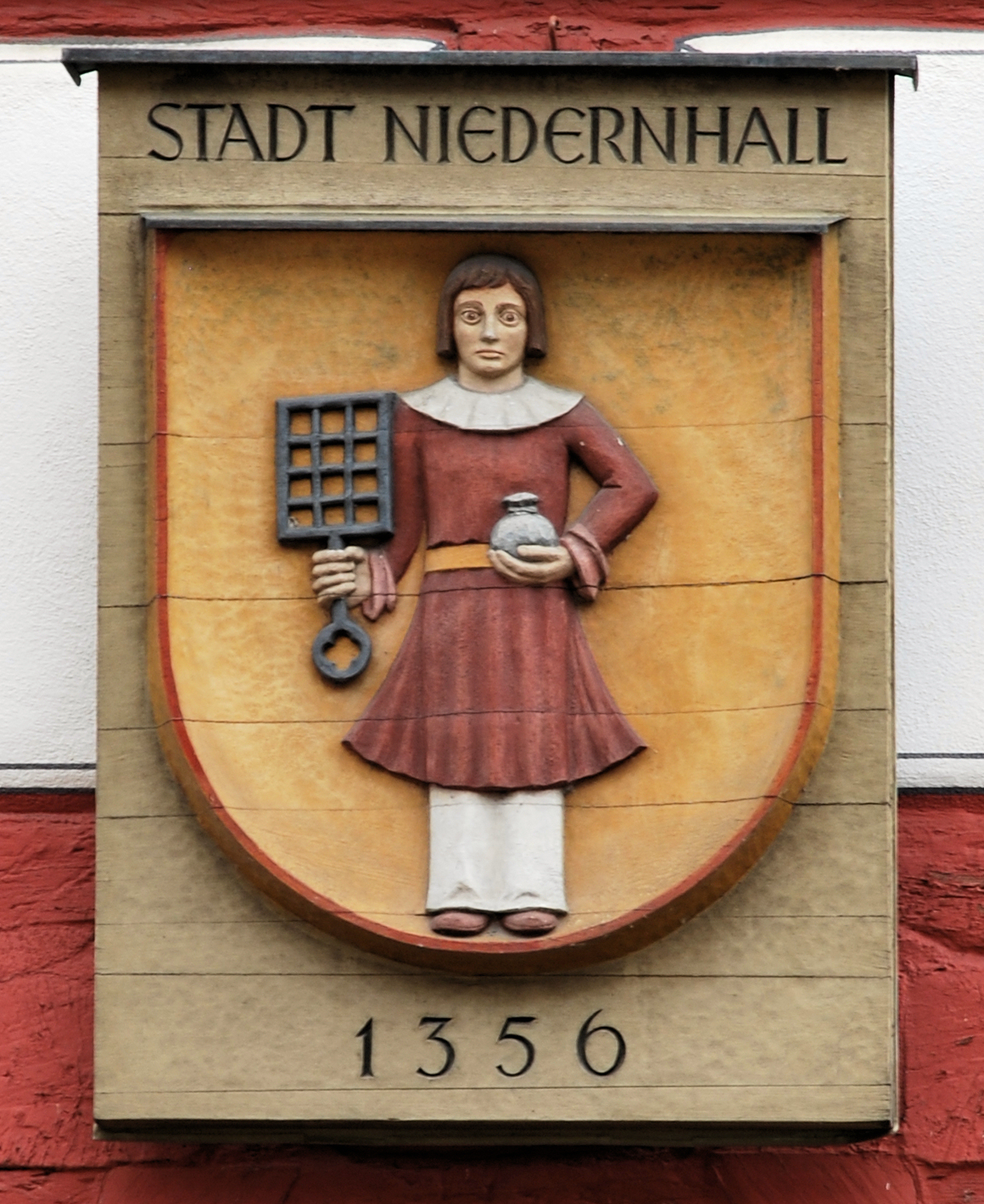
Wappen am Eingang des Rathauses (2012)

Die Blasonierung des Niedernhaller Wappens lautet: In Gold der heilige Laurentius in silbernem Unter-, rotem Obergewand und roten Schuhen, mit der Rechten einen schwarzen Rost haltend, in der Linken ein silbernes Buch tragend. Die Stadtflagge ist Rot-Weiß.
Der heilige Laurentius ist Kirchenpatron Niedernhalls und schon im ältesten Siegel der Stadt aus dem 15. Jahrhundert zu sehen. Die jetzige Tingierung setzte sich durch, nachdem noch 1931 das Obergewand des heiligen Laurentius blau dargestellt wurde. Die Flagge wurde der Stadt am 19. August 1980 vom Landratsamt des Hohenlohekreises verliehen.

## Wirtschaft und Infrastruktur

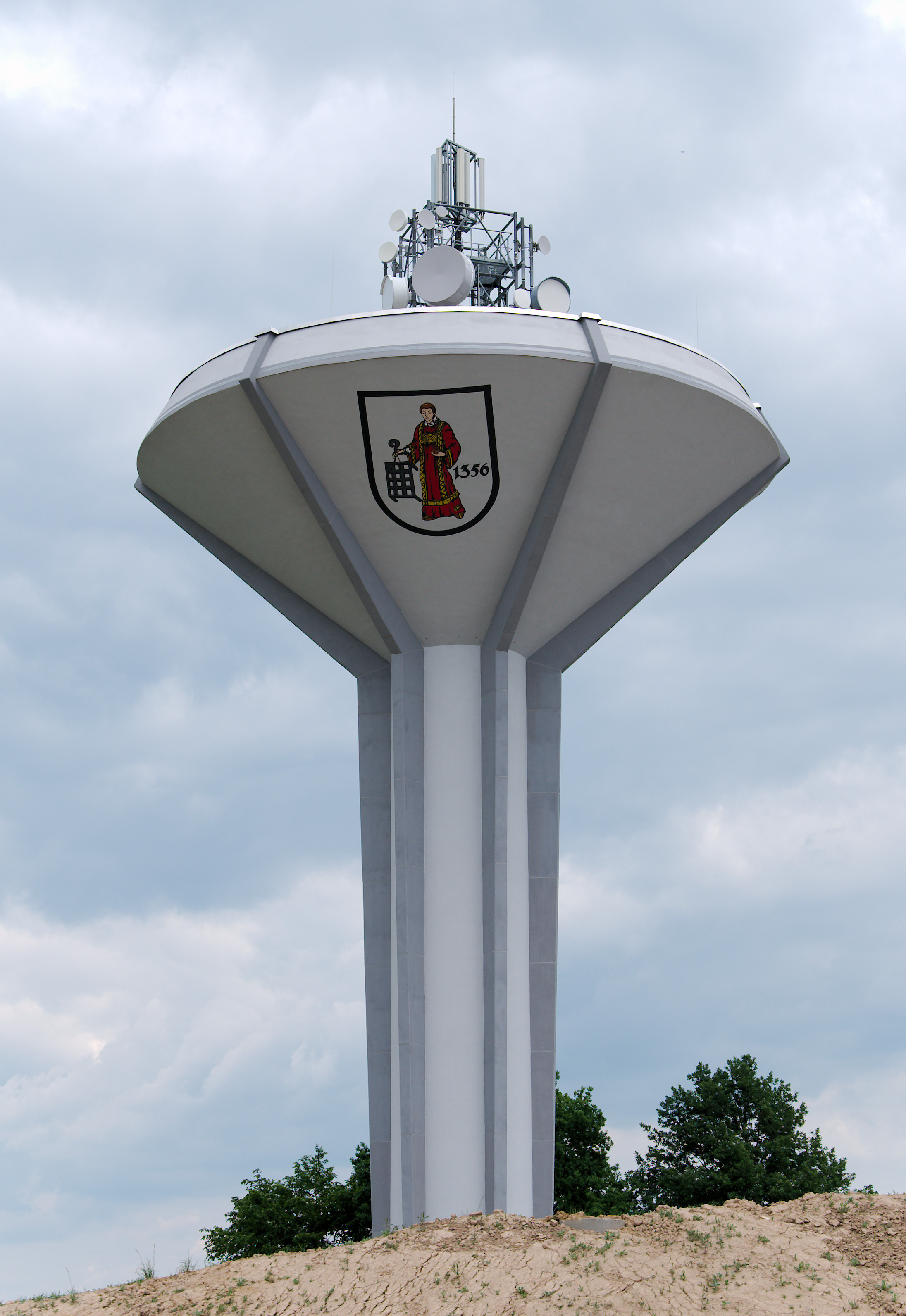
Wasserturm mit Stadtwappen

### Weinbau
Niedernhall ist ein Weinbauort, dessen Lagen zur Großlage Kocherberg im Bereich Kocher-Jagst-Tauber gehören. Der überwiegende Teil der Rebfläche ist der Weinkellerei Hohenlohe in Adolzfurt angeschlossen, ein kleinerer Teil wird von Selbstvermarktern bewirtschaftet.

### Ansässige Unternehmen
- PVS-Kunststofftechnik, Hersteller mit Niederlassungen in Ungarn und den USA
- Würth Elektronik, ein Tochterunternehmen der Würth-Gruppe. In Niedernhall befinden sich der Stammsitz des Unternehmens sowie ein Leiterplattenwerk.
- BTI Befestigungstechnik GmbH Ingelfingen in Niedernhall, Großhandel für Befestigungstechnik
- CWF GmbH, Hersteller von Photovoltaik Freilandträgersystemen

### Verkehr
Hauptverkehrsachse ist die Kochertalstraße L 1045. Eine weitere wichtige Straßenverbindung ist die L 1044, die im Ortskern beginnend auf die Hochebene südlich des Kochers aufsteigt und Verbindung zu den dort liegenden Teilorten schafft.
Der Kocher-Jagst-Radweg verläuft als touristischer Landes-Radfernweg durch Niedernhall. Er ist ein Rundkurs entlang der beiden Flüsse Kocher und Jagst zwischen Bad Friedrichshall und einer Querverbindung zwischen den Tälern bei Aalen (Stadtteil Unterkochen) und Lauchheim. Auf derselben Trasse verläuft der Württemberger Weinradweg durch die Stadt. Er führt von Rottenburg am Neckar nach Niederstetten.

### Bildungseinrichtungen
Das Bildungszentrum Niedernhall umfasst eine Grund-, Haupt- und Realschule mit insgesamt etwa 610 Schüler(inne)n.

### Freizeit- und Sportanlagen
- Freibad
- Solebad
- Tennisplätze
- Sportplatz
- Sporthalle

## Kultur und Sehenswürdigkeiten

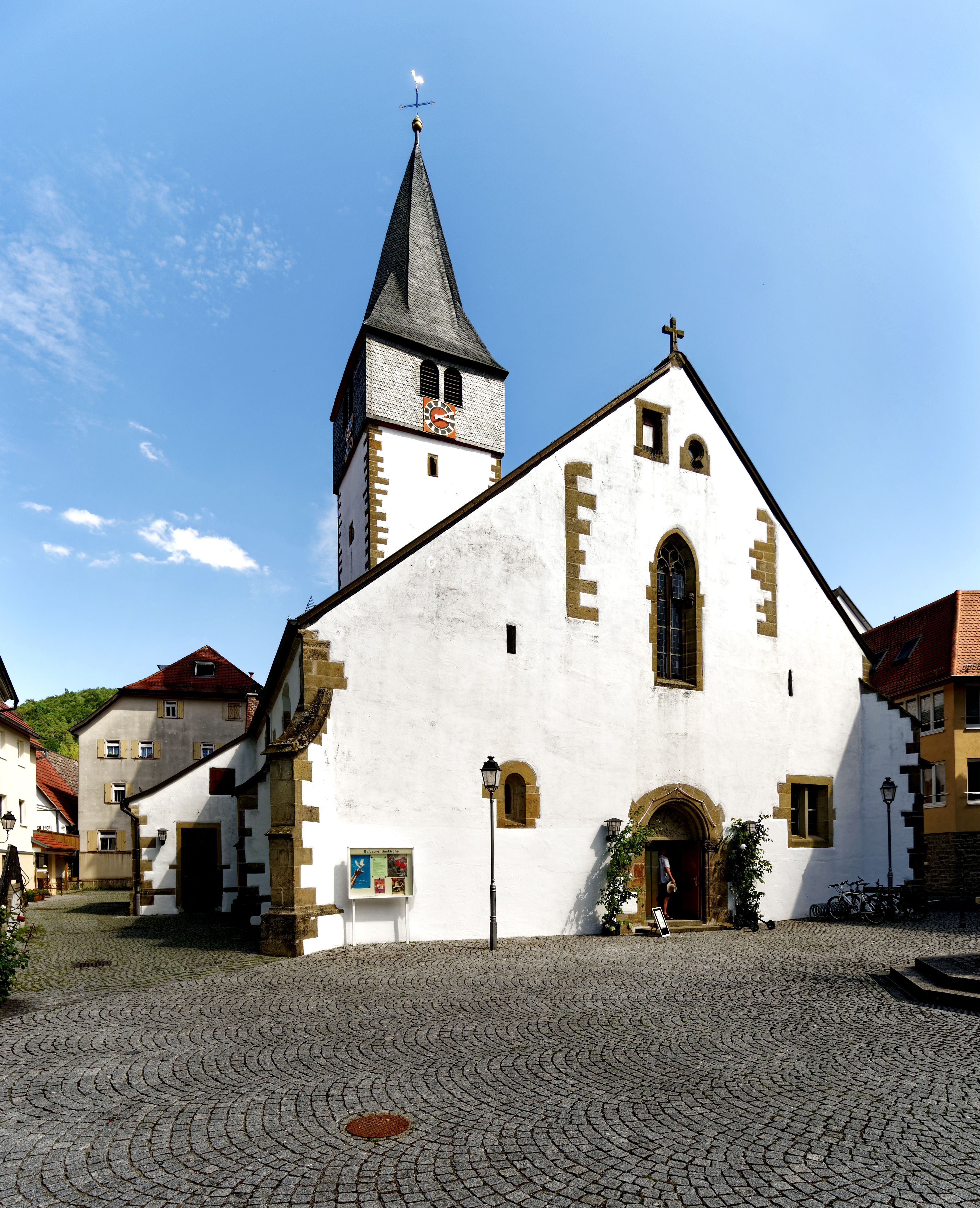
Laurentiuskirche
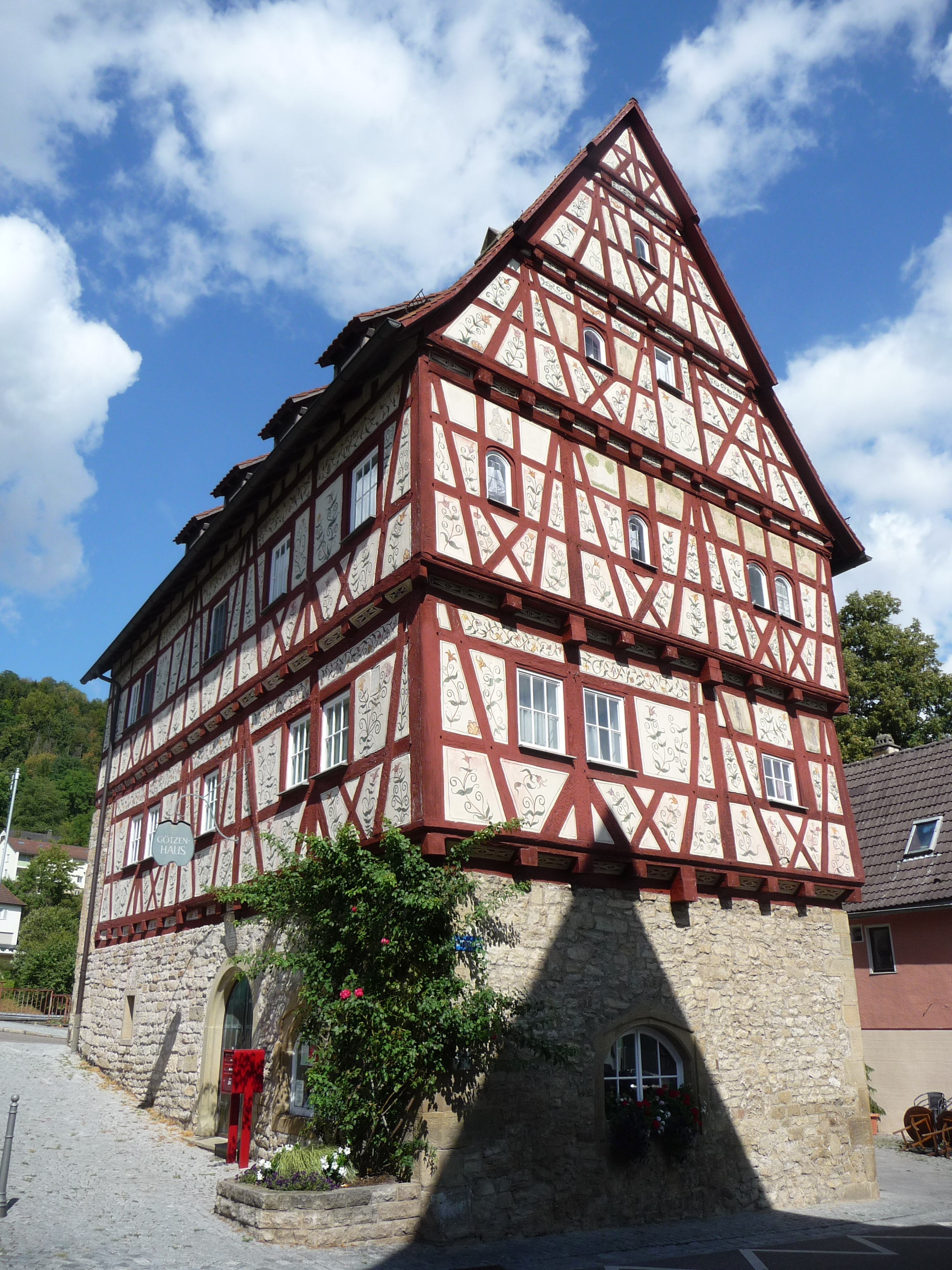
Götzenhaus
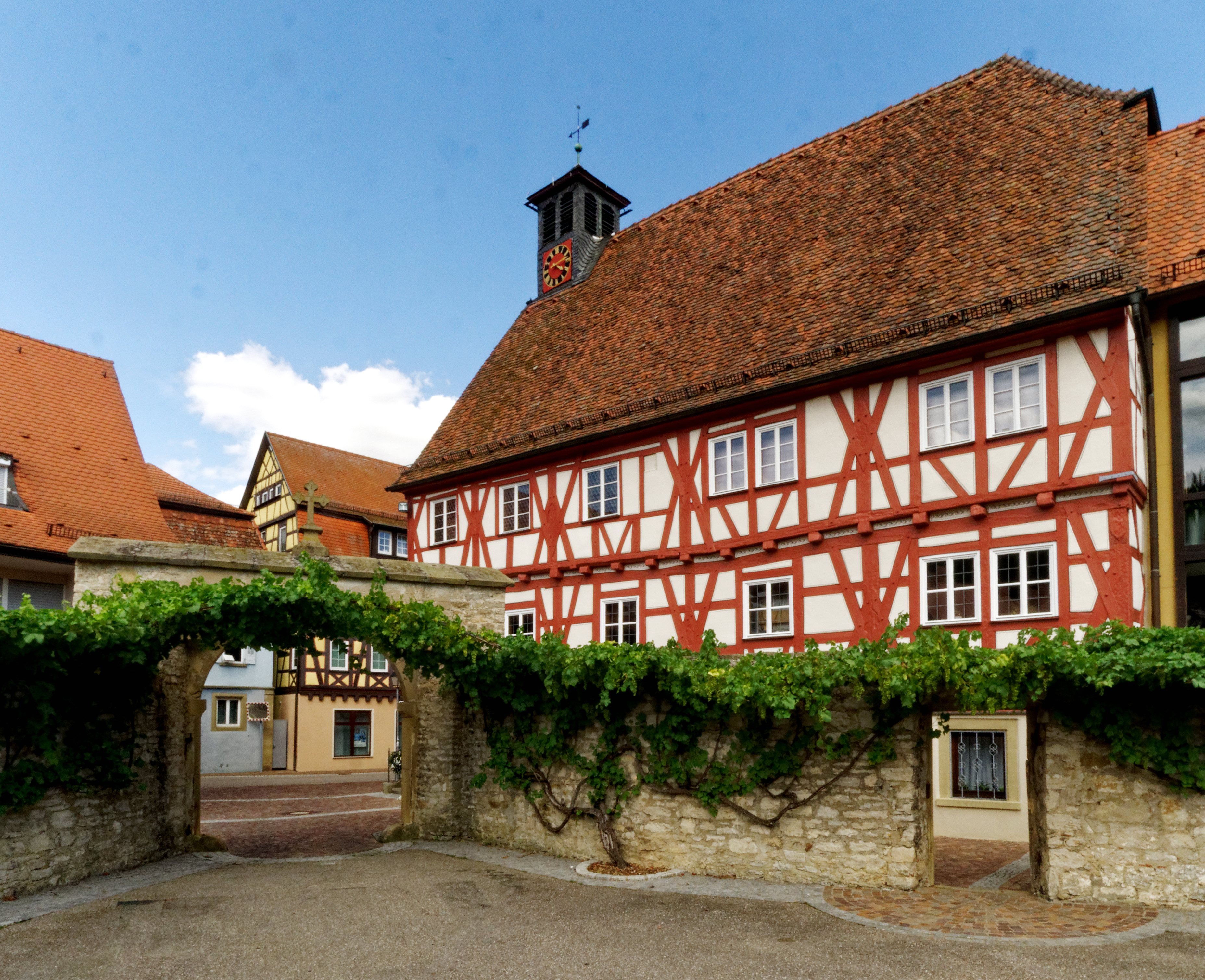
Rathaus
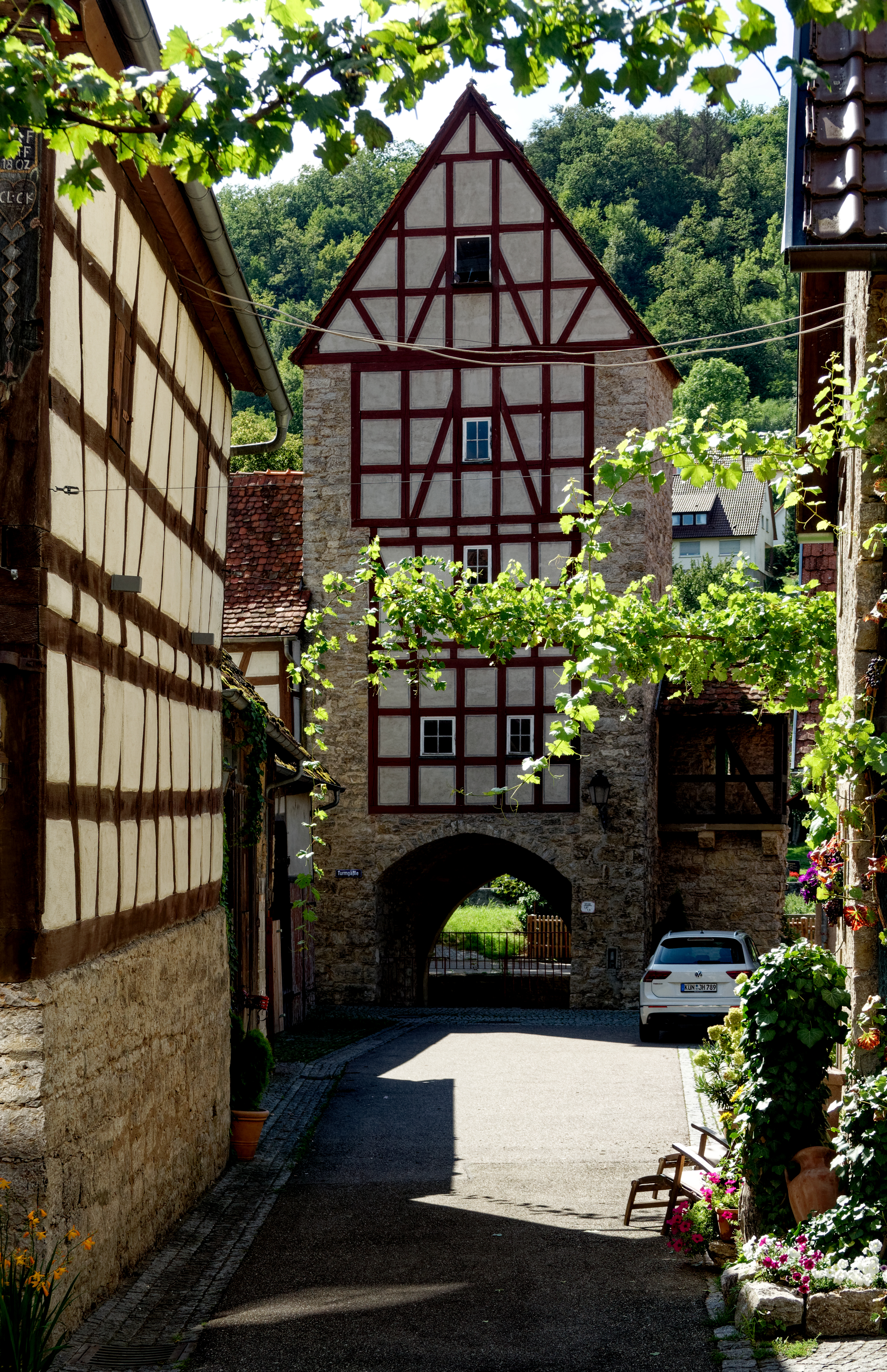
Salztor
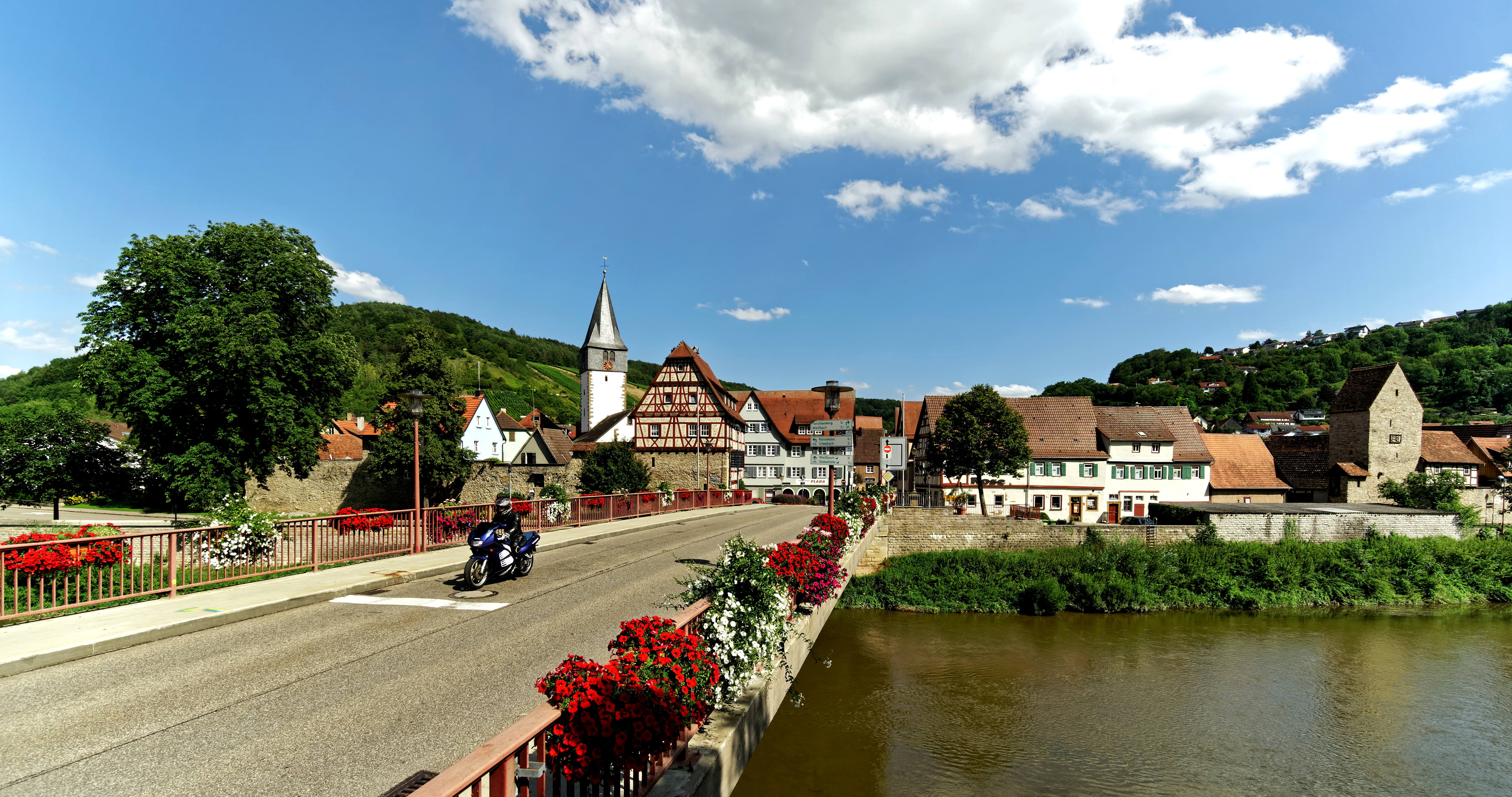
Die Kocherbrücke.
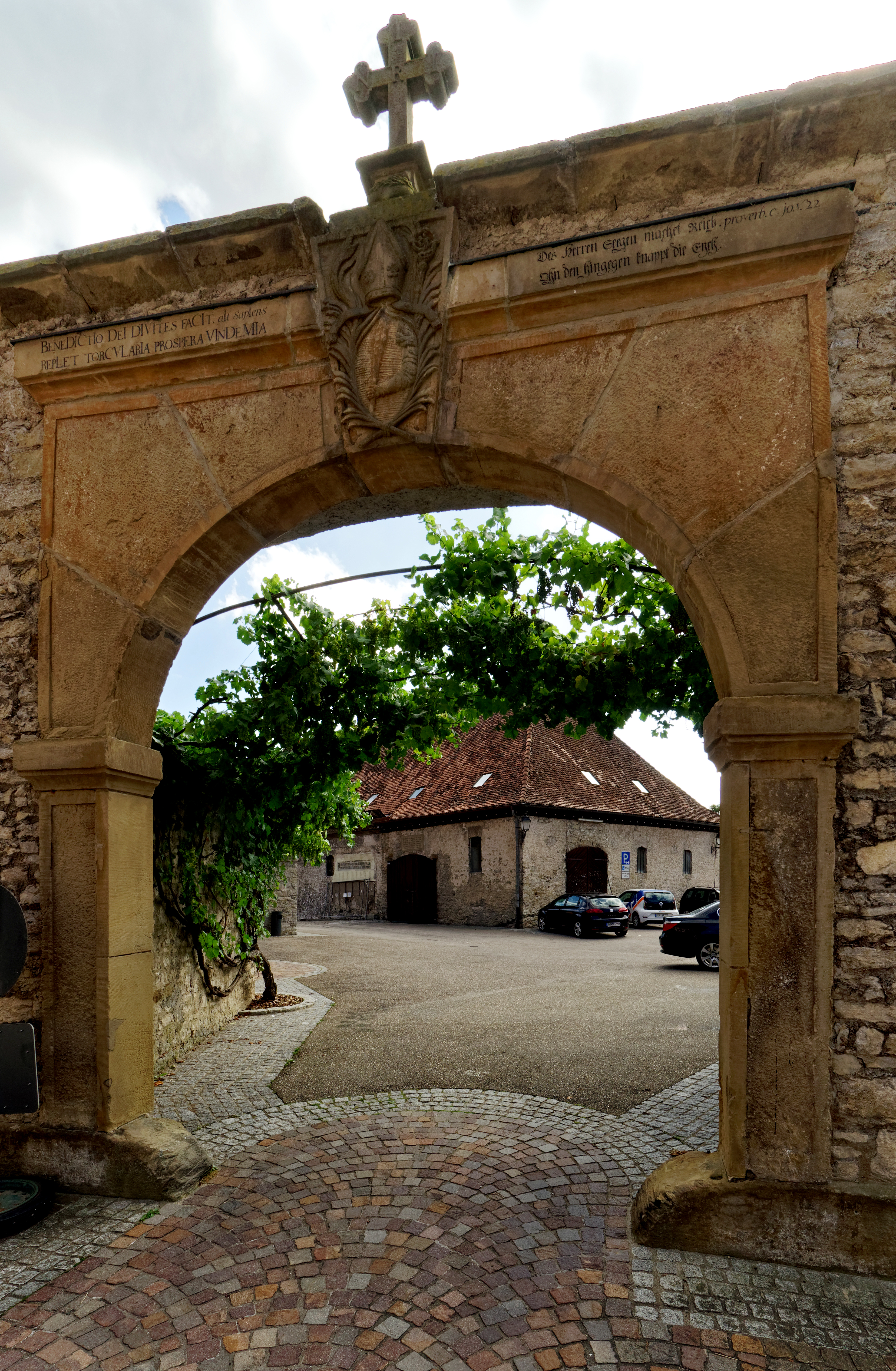
Der Kelterhof.
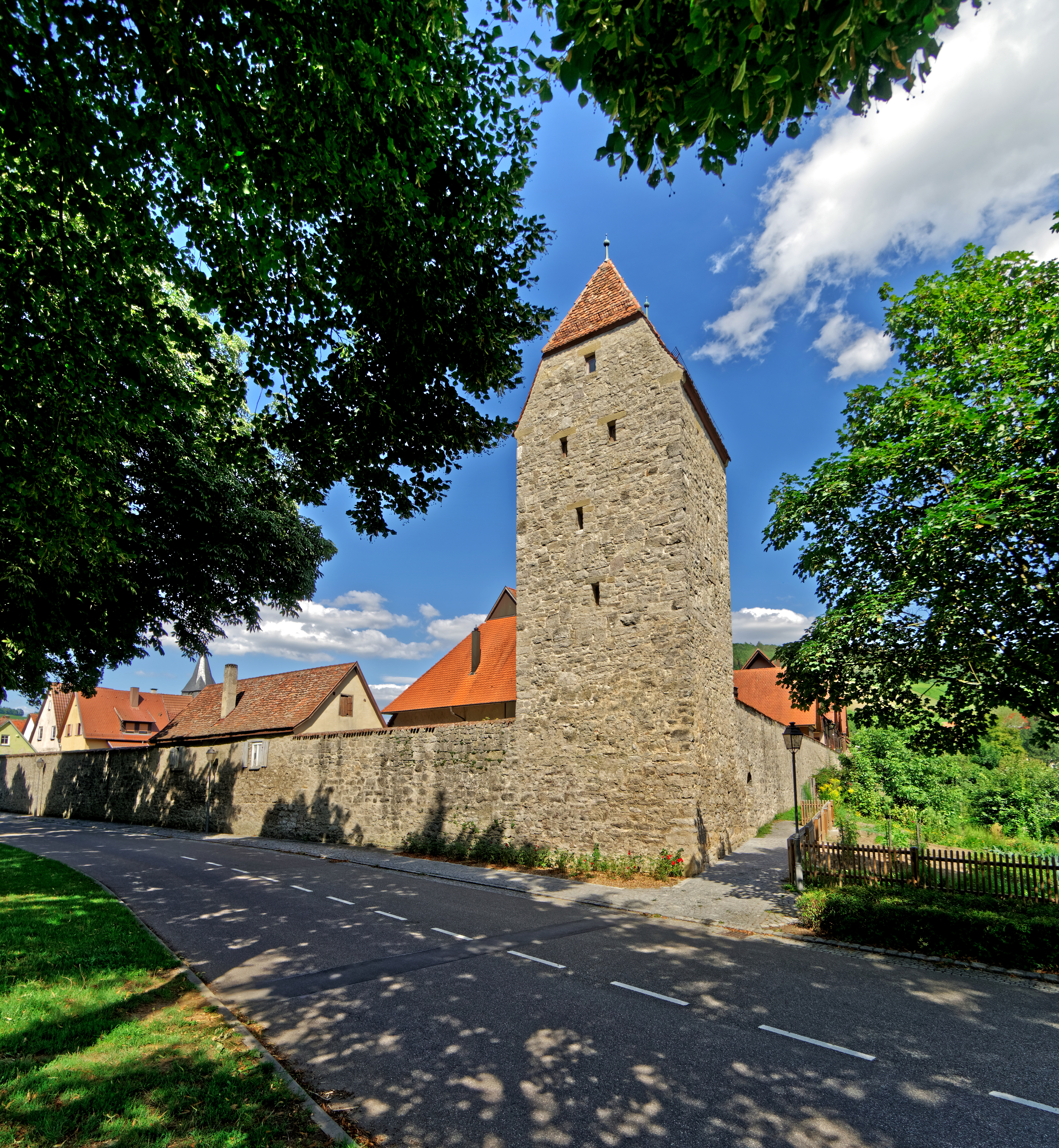
Die Stadtbefestigung.

Siehe auch die Liste der Kulturdenkmale in Niedernhall.

### Bauwerke
Niedernhalls historischer Stadtkern steht seit 1983 als Gesamtanlage Altstadt Niedernhall unter Denkmalschutz. Neben der Stadtmauer aus dem 14. Jahrhundert mit Wehrgang, Türmen und dem letzten verbliebenen Stadttor Salztor sind die Laurentiuskirche aus dem 13. Jahrhundert, das Rathaus, eine historische Kelter und das Götzenhaus bedeutende Baudenkmale der Stadt. Das Jagdschloss Hermersberg wurde 1540 auf der Höhe südlich von Niedernhall errichtet.

### Museen
Im Rathaus ist auch das Heimatmuseum untergebracht.

## Persönlichkeiten
- Heinrich August von Hohenlohe-Ingelfingen (1715–1796), geboren auf Schloss Hermersberg, Direktor des Reichsgräflichen-Fränkischen Kollegiums, General-Feldmarschall
- Philipp Ernst Kern (1716–1776), Generalsuperintendent in Hildburghausen
- Johann Gottfried Arnold (1773–1806), Cellist und Komponist
- Carl Preuner (1859–1928), württembergischer Oberamtmann
- Reinhold Würth (* 1935), Unternehmer, hat seinen Wohnsitz auf dem Schloss Hermersberg.[13]
- Reinhold Carle (* 1950), Universitätsprofessor und Lebensmittelwissenschaftler
- Anton Baron (* 1987), Wirtschaftsingenieur, Politiker (AfD), seit Mai 2016 Landtagsabgeordneter im Landtag von Baden-Württemberg